# Assedio di Dorpat (1656)
L'assedio di Dorpat del 1656 fu un conflitto che vide contrapporsi l'esercito russo a quello svedese presso la cittadina di Dorpat, nell'ambito della guerra russo-svedese (1656-1658).

## Antefatto
Secondo i piani del comando russo, nella campagna militare del 1656 il grosso colpo sarebbe stato rappresentato dalla conquista della città di Riga dove si stava portando un grande esercito guidato dallo zar Alessio I di Russia. Le conquiste nel territorio erano dirette verso Dorpat (in russo: Jur'ev) e Noteburg (Orešek) e Nyenschanz. La presa di Dorpat venne affidata all'armata comandata dal generale Aleksej Trubeckoj.
L'esercito di Trubeckoj era piuttosto numeroso, con un totale di 5546 cavalieri (3327 nobili, 832 reiter, 622 cosacchi e 102 tatari) e con circa 5000 fanti (3 ordini di strelizzi e 4 reggimenti di fanteria). La guarnigione della fortezza, comandata da Lars Fleming, era composta da un reggimento di fanteria (448 uomini suddivisi in 5 compagnie), 45 artiglieri e circa 100 cavalieri, supportati da cittadini armati.

## L'assedio
Il grosso delle forze russe si avvicinò alla fortezza nei primi giorni di agosto. La guarnigione svedese si oppose attivamente alle operazioni. Il combattimento ad ogni modo non si limitò alle mura, ma gli svedesi cercarono più volte di rompere il blocco e di far giungere nuovi rinforzi a Dorpat. Il tentativo di minare le mura non riuscì e l'artiglieria aveva ben poco effetto. I migliori cannoni da assedio erano rimasti a Riga come pure la quantità di polvere da sparo non era sufficiente. Il 23 ottobre, la guarnigione svedese si accordò per una resa onorevole senza sapere che l'assedio di Riga era fallito per i russi e che i loro compatrioti erano riusciti a resistere vittoriosamente. Le motivazioni della resa di Dorpat erano innanzitutto la mancanza di uomini (erano rimasti in loco solo 140 soldati) come pure di assistenza dall'esterno e di munizioni.

## Conseguenze
La cattura di Dorpat fu uno dei successi di maggior peso dei russi all'epoca, in particolare come compensazione dopo la sconfitta subita a Riga. La città, nonostante i tentativi degli svedesi di riprenderla, rimase nelle mani dei russi sino alla fine della guerra e fu solo nel 1661 che, con la firma dei trattati di pace, tornò alla Svezia.